# 沙利文 (印第安納州)
沙利文（英語：Sullivan）是一個位於美國印地安納州沙利文縣的城市。根據2010年美國人口普查，該地人口為8612人，而該地的面積約為4.86平方千米。同時該地也是沙利文縣的縣治。

## 地理
沙利文的座標為39°38′13″N 87°24′23″W / 39.63694°N 87.40639°W，而該地的平均海拔高度為161米（即528英尺）。